# Методиево (област Добрич)
 За другото българско село вижте Методиево (Област Шумен).  
Методиево е село в Североизточна България. То се намира в община Добричка, област Добрич.

## История
На 29 декември 1959 г. е заличено село Верижари (бивше Кьостекчилер) и е присъединено като квартал на Методиево (бивше Кюпелер).

## Население
Преброяване на населението през 2011 г.
Численост и дял на етническите групи според преброяването на населението през 2011 г.:
|                     | Численост | Дял (в %) |
| Общо                | 231       | 100,00    |
| Българи             | 148       | 64,06     |
| Турци               | 11        | 4,76      |
| Цигани              | 63        | 27,27     |
| Други               | 7         | 3,03      |
| Не се самоопределят | 0         | 0,00      |
| Неотговорили        | 2         | 0,86      |

## Културни и природни забележителности
- Защитена област „Чаиря“ – Едно от малкото запазили се в Добруджа пасища с полуестествена степна растителност. През зимата и пролетта се образуват временно залети от вода площи, а водолюбиви птици ги използват за гнездене и хранене. Сред тях са и голямата белочела гъска, калугерицата и застрашената вечерна ветрушка. Територията на „Чаиря“ е обявена от BirdLife International за орнитологично важно място.[3]

## Личности
- Дора Габе – поетеса, родена в Кюпелер през 1885 г. според училищните ѝ документи